# Karch Kiraly
Charles Frederick Kiraly, poznatiji kao Karch Kiraly (Jackson (Michigan), SAD, 3. studenog 1960.) je američki odbojkaš, jedini igrač odbojke u povijesti koji je osvojio zlato na Olimpijskim igrama u obje olimpijske varijante tog sporta: klasičnoj odbojci te odbojci na pijesku.
Tijekom svoje odbojkaške karijere Kiraly je dominirao sportom u svim nivoma natjecanja: od školske i sveučilišne odbojke, preko klupskih europskih natjecanja pa do reprezentativnih olimpijskih pobjeda i naslova svjetskog prvaka. Njegova svestranost i vladanje svim elementima odbojkaške tehnike i taktike te pobjednički mentalitet isticali su ga tijekom 1980-tih godina kada je predvodio selekcije SAD-a na svim reprezentativnim natjecanjima. Posebno su zapaženi bili nastupi na Olimpijskim igrama u Los Angelesu 1984. godine te na Igrama u Seulu 1988. godine kada je predvodio svoju momčad do zlatnih medalja.
Nakon karijere u klasičnoj odbojci Kiraly se s velikim uspjehom prebacio u odbojku na pijesku, gdje je tijekom profesionalne karijere do sada osvojio oko 150 različitih turnira te olimpijsko zlato na Igrama u Atlanti 1996. godine kada je odbojka na pijesku po prvi puta uvedena u olimpijski program. Kiraly se i u svojim kasnim četrdesetim godinama još uvijek (2006. godina) s uspjehom profesionalno bavi odbojkom na pijesku.
Zbog njegovih rezultata i dominacije koju je donio svakoj momčadi za koju je nastupao može se smatrati da je Karch Kiraly jedan od najboljih igrača odbojke u povijesti.

## Zanimljivost
- Kiraly je tijekom karijere u odbojci na pijesku postao prepoznatljiv po kapi roza boje koju neizostavno nosi u svakom meču.